# 사타케 요시마사 (1775년)

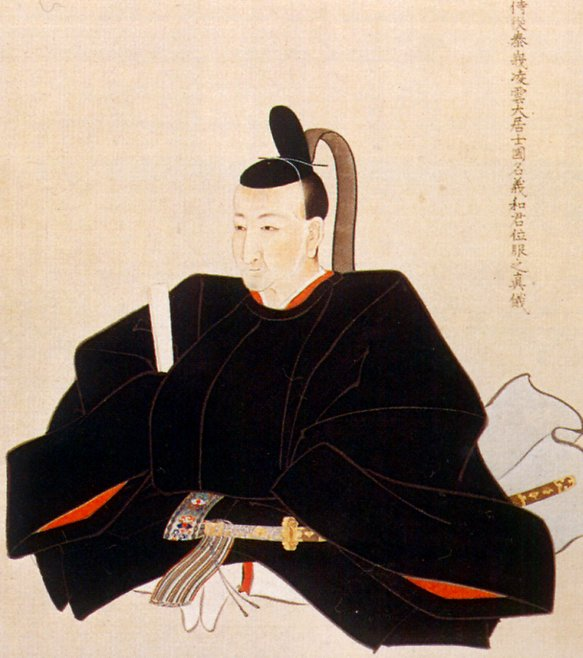
사타케 요시마사

사타케 요시마사(일본어: 佐竹義和, 1775년 1월 31일 ~ 1815년 8월 12일)는 일본 에도 시대의 다이묘로, 구보타 번의 9대 번주이다. 어릴적 이름은 나오마루(直丸)이며, 통칭은 지로(次郎)이다. 관위는 종4위하, 시종, 우쿄노다이부(右京大夫)이다.
안에이 4년, 8대 번주 사타케 요시아쓰의 맏아들로 태어났고, 안에이 7년 12월 25일에 적자가 되었다. 덴메이 5년(1785년), 아버지 요시아쓰가 사망하자 가문을 승계하였다. 덴메이 8년(1588년), 쇼군 도쿠가와 이에나리를 알현하였고, 종4위하에 서임되었다. 구보타 번에서 간세이 개혁(寛政の改革)을 수행하여 식산흥업과 유능한 인재의 등용, 번교 메이토쿠칸 설립에 힘썼다. 또 스가에 마스미(菅江真澄)에게 데와노쿠니의 지리지 제작을 의뢰했다. 시가와 서화에 조예가 깊어 여러 작품을 남겼다. 분카 12년(1815년), 구보타 성에서 40세의 나이로 사망하였다. 맏아들 요시히로가 그 뒤를 이었다.
| 전임 사타케 요시아쓰 | 제9대 구보타 번 번주 1785년 ~ 1815년 | 후임 사타케 요시히로 |